# 1934年のル・マン24時間レース

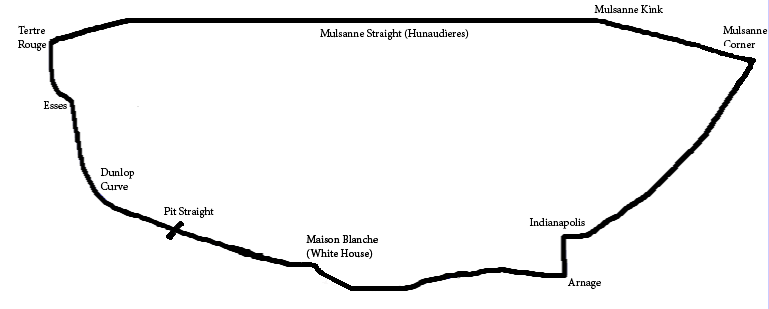
1934年のコース

1934年のル・マン24時間レース（24 Heures du Mans 1934 ）は、12回目のル・マン24時間レースであり、1934年6月16日から6月17日にかけてフランスのサルト・サーキットで行われた。

## 概要
出走したのは44台と多かった。しかしとうとうベントレーは1台も出場しなかった。
完走したのは23台。
アルファロメオはルイジ・キネッティ（Luigi Chinetti ）/フィリップ・エタンスラン（Philippe Étancelin ）組の8Cが24時間で2,886.938kmを平均速度120.289km/hで走って、1931年、1932年、1933年に続く4連勝とした。